# Torneo de las Cinco Naciones 1927

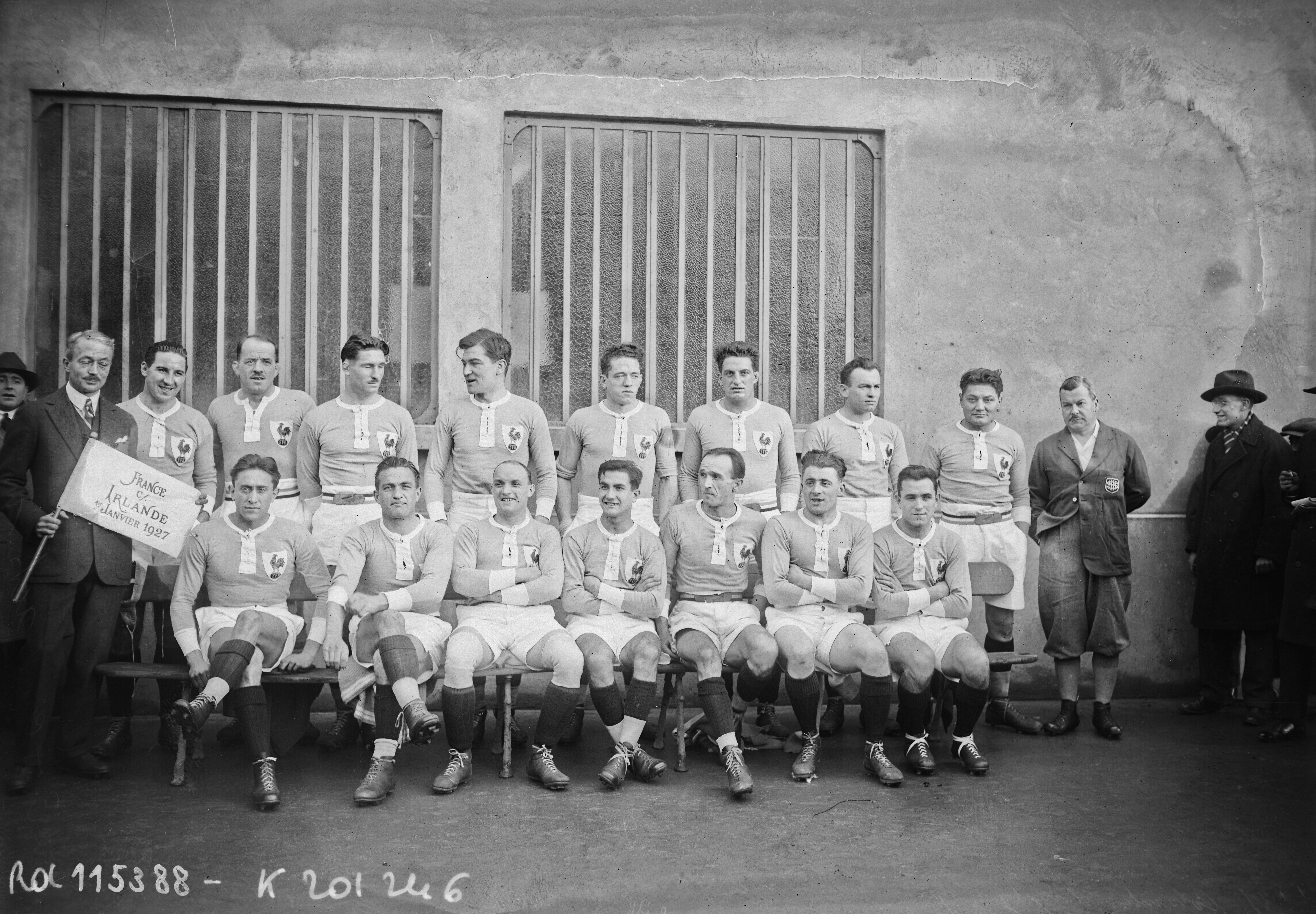
Equipo de Francia durante el torneo de ese año

El Torneo de las Cinco Naciones de 1927 (Five Nations Championship 1927) fue la 40° edición del principal Torneo de rugby del Hemisferio Norte.
El torneo fue compartido entre la selección de Escocia y la de Irlanda.

## Clasificación
| Lugar | Selección  | Partidos | Partidos | Partidos  | Partidos | Puntos  | Puntos    | Puntos | Tabla de puntos |
| Lugar | Selección  | Jugados  | Ganados  | Empatados | Perdidos | A favor | En contra | dif.   | Tabla de puntos |
| ----- | ---------- | -------- | -------- | --------- | -------- | ------- | --------- | ------ | --------------- |
| 1     | Escocia    | 4        | 3        | 0         | 1        | 49      | 25        | +24    | 6               |
| 1     | Irlanda    | 4        | 3        | 0         | 1        | 39      | 20        | +19    | 6               |
| 3     | Inglaterra | 4        | 2        | 0         | 2        | 32      | 39        | -7     | 4               |
| 4     | Gales      | 4        | 1        | 0         | 3        | 43      | 42        | +1     | 2               |
| 5     | Francia    | 4        | 1        | 0         | 3        | 19      | 56        | -37    | 2               |

## Resultados
| 1 de enero | Francia | 3 - 8 | Irlanda | París, |  |

| 15 de enero | Inglaterra | 11 - 9 | Gales | Londres, |  |

| 15 de enero | Escocia | 23 - 6 | Francia | Edimburgo, |  |

| 5 de febrero | Gales | 0 - 5 | Escocia | Cardiff, |  |

| 12 de febrero | Inglaterra | 8 - 6 | Irlanda | Londres, |  |

| 26 de febrero | Gales | 25 - 7 | Francia | Swansea, |  |

| 26 de febrero | Irlanda | 6 - 0 | Escocia | Dublín, |  |

| 12 de marzo | Irlanda | 19 - 9 | Gales | Dublín, |  |

| 19 de marzo | Escocia | 21 - 13 | Inglaterra | Edimburgo, |  |

| 2 de abril | Francia | 3 - 0 | Inglaterra | París, |  |

## Premios especiales
- Copa Calcuta:  Escocia